# Disciples: Sacred Lands
Disciples: Sacred Lands is een computerspel/strategiespel dat werd ontwikkeld door Strategy First en voor het eerst gepubliceerd in 1999. Het spel speelt zich af in een fantasiewereld genaamd 'the Sacred Lands', waar zich een strijd voordoet tussen vier rassen om de heerschappij van het land 'Nevendaar'. De vier rassen zijn: The Empire (mensen), the Mountain Clans (dwergen), the Legions of the Damned (demonen) en the Undead Hordes (ondoden).
Het spel bestaat uit drie voorname elementen:
- De hoofdstad, waar de speler nieuwe troepen rekruteert, gebouwen bouwt en toverspreuken opzoekt.
- Het landschap waar de speler zijn troepen gebruikt om te verkennen.
- Het gevechtscherm waar de troepen van de speler tegen vijanden vechten die hij tegenkomt in het landschap.

Disciples: Sacred Lands heeft een opvolger met dezelfde speelstijl: Disciples II: Dark Prophecy.

## Ontvangst
| Beoordeeld door             | Datum             | Score |
| --------------------------- | ----------------- | ----- |
| Game Vortex                 | 16 januari 2003   | 90%   |
| GameSpot                    | 28 september 1999 | 83%   |
| GamePro (USA)               | 24 november 2000  | 80%   |
| Game industry News (GiN)    | 2000              | 80%   |
| Power Play                  | januari 2000      | 75%   |
| PC Player (Duitsland)       | februari 2000     | 69%   |
| Gamer's Pulse               | 1999              | 68%   |
| GameStar (Duitsland)        | december 1999     | 67%   |
| Jeuxvideo.com               | 22 januari 2002   | 65%   |
| Computer Gaming World (CGW) | december 1999     | 30%   |